# Liste von Inseln in Sankt Petersburg

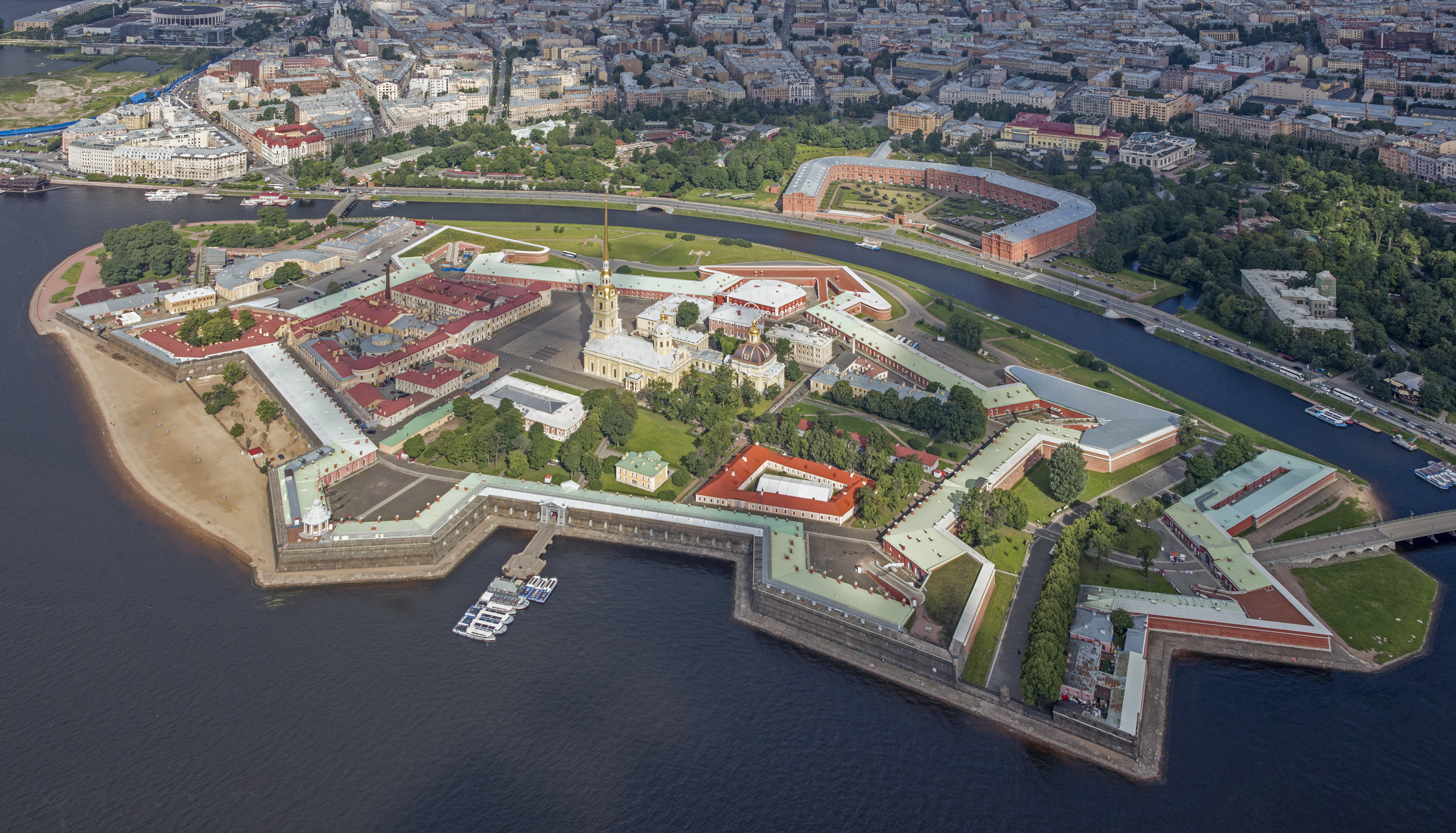
Haseninsel mit der Peter-und-Paul-Festung

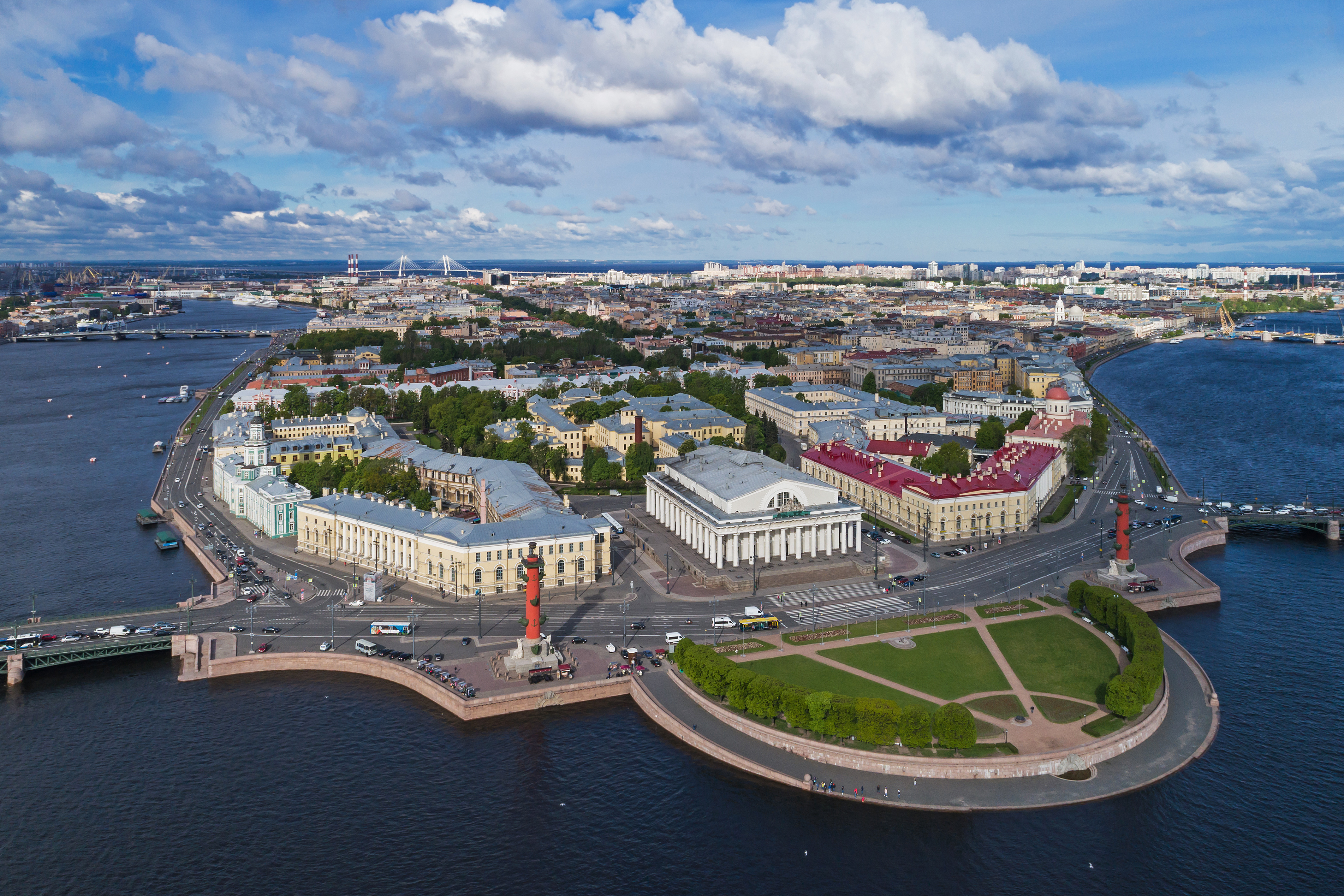
Wassiljewski-Insel, Ostspitze (Strelka), mit dem Gebäude der alten Börse, den Rostra-Säulen, links die Schlossbrücke, rechts die Börsenbrücke

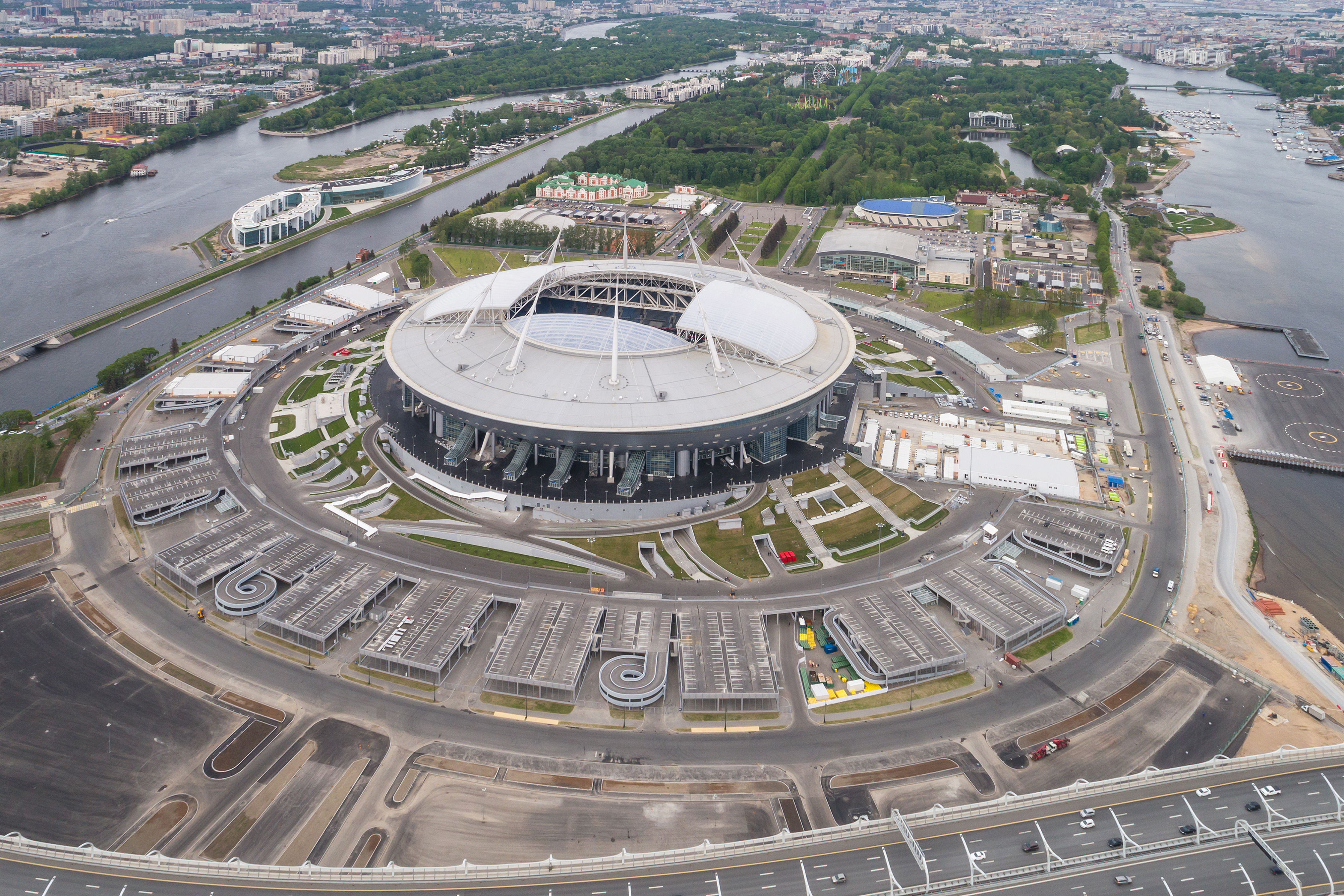
Krestowski-Insel mit dem Krestowski-Stadion (Sankt-Petersburg-Stadion)

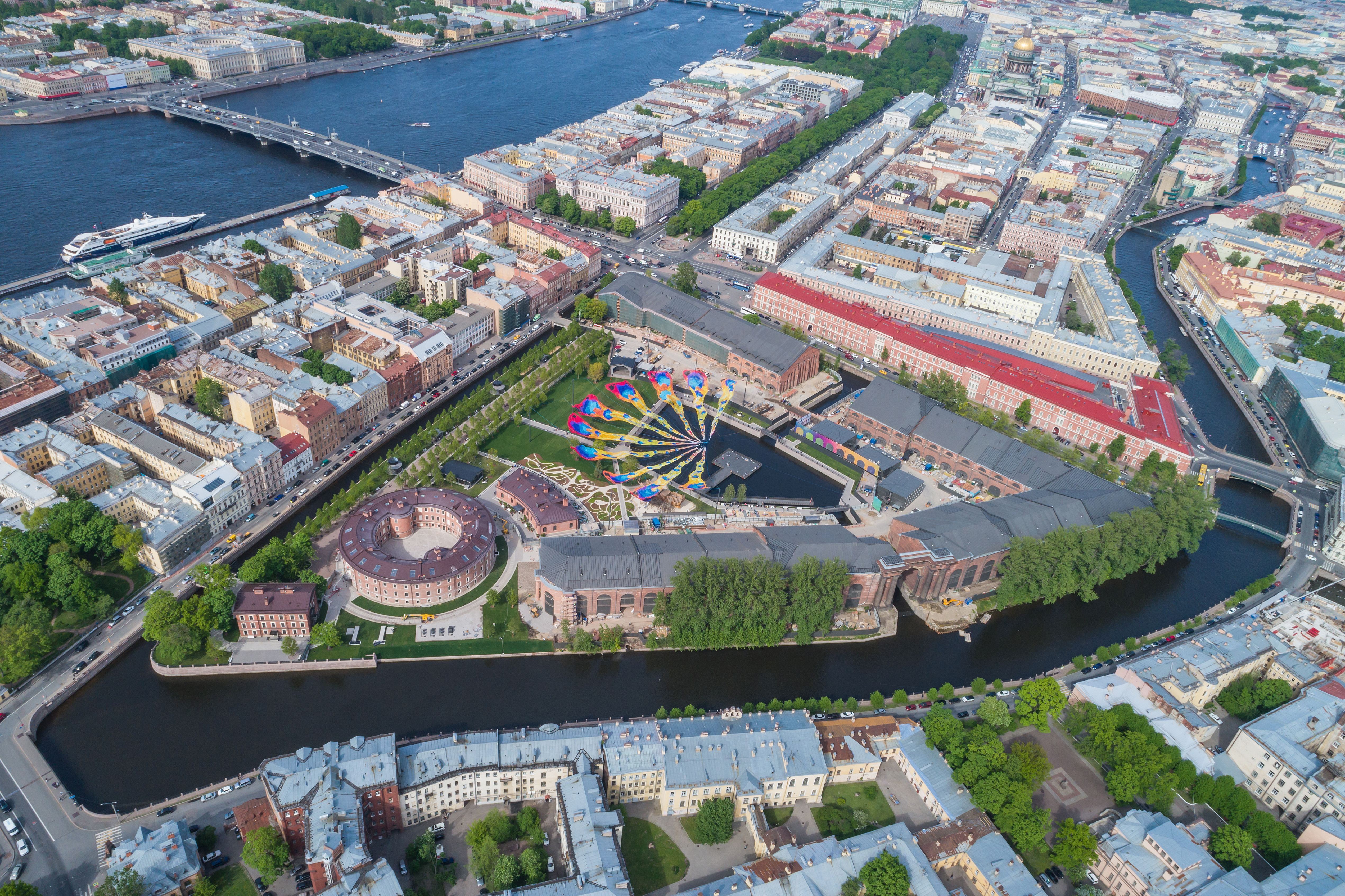
Neu-Holland

Dies ist eine Liste von Inseln in Sankt Petersburg. Die Inseln von Sankt Petersburg befinden sich im Newa-Delta. Insgesamt gibt es in Sankt Petersburg mehr als vierzig Inseln. Die folgende Liste erhebt keinen Anspruch auf Vollständigkeit.

## Übersicht

### Die zehn Inseln des historischen Zentrums von Sankt Petersburg
1. Sommergarteninsel (russisch Летний Сад остров Letni Sad ostrow)
2. 1. Admiralitätsinsel (russisch 1-й Адмиралтейский остров 1-j Admiralteiski ostrow)
3. 2. Admiralitätsinsel (russisch 2-й Адмиралтейский остров 2-j Admiralteiski ostrow)
4. Neu-Holland (russisch Новая Голландия Nowaja Gollandija)
5. Neue Admiralitätsinsel (russisch Ново-Адмиралтейский остров Nowo-Admiralteiski ostrow)
6. Matissowinsel (russisch Матисов остров Matissow ostrow)
7. Kolomnainsel (russisch Коломенский остров Kolomenski ostrow)
8. Kasaninsel (russisch Казанский остров Kasanski ostrow)
9. Erlöserinsel (russisch Спасский остров Spasski ostrow)
10. Mariä-Schutz-Insel (russisch Покровский остров Pokrowski ostrow)

### Weitere Inseln
- Apothekerinsel
- Dekabristeninsel
- Haseninsel
- Jelagin-Insel
- Namenlose Insel
- Kotlin
- Krestowski-Insel
- Petrograder Insel
- Petrowski-Insel
- Totleben
- Wassiljewski-Insel